# Королівський кубок Саудівської Аравії з футболу 2019—2020
Королівський кубок Саудівської Аравії з футболу 2019—2020 — 45-й розіграш кубкового футбольного турніру в Саудівській Аравії. Титул володаря кубка вдев'яте здобув Аль-Хіляль.

## Календар
| Раунд       | Дата                          | Матчі | Клуби   |
| ----------- | ----------------------------- | ----- | ------- |
| 1/32 фіналу | 3-13 листопада 2019           | 32    | 64 → 32 |
| 1/16 фіналу | 3-7 грудня 2019               | 16    | 32 → 16 |
| 1/8 фіналу  | 23 грудня 2019 - 4 січня 2020 | 8     | 16 → 8  |
| 1/4 фіналу  | 16-18 січня 2020              | 4     | 8 → 4   |
| 1/2 фіналу  | 27 жовтня 2020                | 2     | 4 → 2   |
| Фінал       | 28 листопада 2020             | 1     | 2 → 1   |

## 1/16 фіналу
| Команда 1       | Рахунок | Команда 2         |
| --------------- | ------- | ----------------- |
| 3 грудня 2019   |         |                   |
| Аль-Ахдуд (3)   | 1:2     | Охуд (2)          |
| Аль-Вахда       | 1:0     | Аль-Халідж (2)    |
| 4 грудня 2019   |         |                   |
| Наджран (2)     | 1:3     | Аль-Фатех         |
| Аль-Шола (2)    | 2:1 дч  | Аш-Шабаб          |
| Джидда (2)      | 1:2     | Аль-Фейсали       |
| 5 грудня 2019   |         |                   |
| Аль-Адалах      | 8:0     | Аль-Равдах (3)    |
| Аль-Файха       | 5:0     | Аль-Дера (3)      |
| Дамак           | 2:1     | Аль-Джел (2)      |
| 6 грудня 2019   |         |                   |
| Ар-Раїд         | 3:1 дч  | Аль-Муяззал (2)   |
| Аль-Айн (2)     | 0:2     | Ат-Таавун         |
| Аль-Ноджоом (2) | 1:3     | Аль-Аглі          |
| Аль-Іттіфак     | 2:1     | Ат-Таї (2)        |
| Ан-Наср         | 4:1     | Аль-Букайріях (2) |
| 7 грудня 2019   |         |                   |
| Абха            | 1:0     | Аль-Арабі (3)     |
| Аль-Сафа (3)    | 1:4     | Аль-Іттіхад       |
| Аль-Хіляль      | 4:2     | Аль-Джабалайн (2) |

## 1/8 фіналу
| Команда 1      | Рахунок      | Команда 2    |
| -------------- | ------------ | ------------ |
| 23 грудня 2019 |              |              |
| Абха           | 1:0          | Ат-Таавун    |
| 24 грудня 2019 |              |              |
| Дамак          | 2:4          | Ан-Наср      |
| 1 січня 2020   |              |              |
| Аль-Іттіхад    | 1:2          | Аль-Фатех    |
| 2 січня 2020   |              |              |
| Аль-Файха      | 0:1          | Аль-Аглі     |
| Аль-Вахда      | 0:0 пен. 4:3 | Ар-Раїд      |
| 3 січня 2020   |              |              |
| Аль-Іттіфак    | 7:1          | Охуд (2)     |
| Аль-Фейсали    | 2:2 пен. 5:6 | Аль-Хіляль   |
| 4 січня 2020   |              |              |
| Аль-Адалах     | 2:0          | Аль-Шола (2) |

## 1/4 фіналу
| Команда 1     | Рахунок      | Команда 2   |
| ------------- | ------------ | ----------- |
| 16 січня 2020 |              |             |
| Аль-Хіляль    | 2:1 дч       | Аль-Іттіфак |
| 17 січня 2020 |              |             |
| Аль-Адалах    | 0:1          | Ан-Наср     |
| 18 січня 2020 |              |             |
| Абха          | 1:1 пен. 5:3 | Аль-Фатех   |
| Аль-Вахда     | 1:2          | Аль-Аглі    |

## 1/2 фіналу
| Команда 1      | Рахунок | Команда 2 |
| -------------- | ------- | --------- |
| 27 жовтня 2020 |         |           |
| Аль-Хіляль     | 2:0     | Абха      |
| Аль-Аглі       | 1:2     | Ан-Наср   |

## Фінал
| Команда 1         | Рахунок | Команда 2 |
| ----------------- | ------- | --------- |
| 28 листопада 2020 |         |           |
| Аль-Хіляль        | 2:1     | Ан-Наср   |